# ロード・オブ・ザ・リング (映画シリーズ)
「ロード・オブ・ザ・リング」（The Lord of the Rings）は、J・R・R・トールキンの小説『指輪物語』を原作とし、ピーター・ジャクソンが監督・共同脚本を務めた叙事詩的ファンタジー冒険映画三部作である。

## 概要
ニュー・ライン・シネマが配給した映画シリーズ三部作。総製作費2億8500万ドルで、ジャクソンの母国ニュージーランドで三部作同時に撮影され、プロジェクト全体で8年を要した。各作品は劇場公開版に未公開シーンを追加した『スペシャル・エクステンデッド・エディション』の映像ソフトも発売。映画は小説の大まかなストーリーにそいつつ、いくらかの省略や追加要素が含まれた。
中つ国を舞台とし、ホビットのフロド・バギンズ（イライジャ・ウッド）ら旅の仲間が一つの指輪を捨て、冥王サウロンを滅ぼすための冒険が描かれる。旅の仲間はやがて離れ離れとなり、フロドは忠実な庭師のサム（ショーン・アスティン）と危険なゴラム（アンディ・サーキス）と行動することとなる。一方でゴンドールのアラゴルン（ヴィゴ・モーテンセン）はイスタリのガンダルフ（イアン・マッケラン）と共に中つ国の自由の民を率い、指輪戦争を勝利に導く。
三部作の合計興行収入は、歴代の映画シリーズの興行収入でも高いものである。批評的にも成功し、アカデミー賞では30回ノミネートされ、17回受賞した。特に最終作の『王の帰還』は11部門でノミネートされ、その全てで受賞を果たしたが、これは『ベン・ハー』、『タイタニック』に並んで最多受賞数である。三部作はその革新的な特殊・視覚効果において高く賞賛された。

## 作品
| 作品名                            | 米国公開日         | 監督                 | 脚本                                                                                  |
| オリジナルシリーズ                | オリジナルシリーズ | オリジナルシリーズ   | オリジナルシリーズ                                                                    |
| --------------------------------- | ------------------ | -------------------- | ------------------------------------------------------------------------------------- |
| ロード・オブ・ザ・リング          | 2001年12月19日     | ピーター・ジャクソン | フラン・ウォルシュ フィリッパ・ボウエン ピーター・ジャクソン                          |
| ロード・オブ・ザ・リング/二つの塔 | 2002年12月18日     | ピーター・ジャクソン | フラン・ウォルシュ フィリッパ・ボウエン スティーヴン・シンクレア ピーター・ジャクソン |
| ロード・オブ・ザ・リング/王の帰還 | 2003年12月17日     | ピーター・ジャクソン | フラン・ウォルシュ フィリッパ・ボウエン ピーター・ジャクソン                          |

## キャスト
| キャラクター                           | 作品                                                               | 作品                           | 作品                                          |
| キャラクター                           | 旅の仲間                                                           | 二つの塔                       | 王の帰還                                      |
| 指輪の仲間                             | 指輪の仲間                                                         | 指輪の仲間                     | 指輪の仲間                                    |
| -------------------------------------- | ------------------------------------------------------------------ | ------------------------------ | --------------------------------------------- |
| アラゴルン                             | ヴィゴ・モーテンセン                                               | ヴィゴ・モーテンセン           | ヴィゴ・モーテンセン                          |
| フロド・バギンズ                       | イライジャ・ウッド                                                 | イライジャ・ウッド             | イライジャ・ウッド                            |
| ボロミア                               | ショーン・ビーン                                                   | ショーン・ビーン               | ショーン・ビーン                              |
| メリアドク・"メリー"・ブランディバック | ドミニク・モナハン                                                 | ドミニク・モナハン             | ドミニク・モナハン                            |
| サムワイズ・"サム"・ギャムジー         | ショーン・アスティン                                               | ショーン・アスティン           | ショーン・アスティン                          |
| ガンダルフ                             | イアン・マッケラン                                                 | イアン・マッケラン             | イアン・マッケラン                            |
| ギムリ                                 | ジョン・リス＝デイヴィス                                           | ジョン・リス＝デイヴィス       | ジョン・リス＝デイヴィス                      |
| レゴラス                               | オーランド・ブルーム                                               | オーランド・ブルーム           | オーランド・ブルーム                          |
| ペレグリン・"ピピン"・トゥック         | ビリー・ボイド                                                     | ビリー・ボイド                 | ビリー・ボイド                                |
| ホビット庄とブリー村                   |                                                                    |                                |                                               |
| ビルボ・バギンズ                       | イアン・ホルム                                                     |                                | イアン・ホルム                                |
| Mrs. Bracegirdle                       | ロリ・ダンジー                                                     |                                |                                               |
| バーリマン・バタバー                   | デヴィッド・ウェスリー                                             |                                |                                               |
| ロージー・コトン                       | サラ・マクリード                                                   |                                | サラ・マクリード                              |
| ギャムジーのとっつぁん                 | ノーマン・フォーシイ                                               |                                | ノーマン・フォーシイ                          |
| エラノール・ギャムジー                 |                                                                    |                                | ショーン・アスティンの娘                      |
| ブリー村の門番                         | マーティン・サンダーソン                                           |                                |                                               |
| 百姓のマゴット                         | キャメロン・ロデス                                                 |                                |                                               |
| ノアキスじいさん                       | ビル・ジョンソン                                                   |                                |                                               |
| Everard Proudfoot                      | ノエル・アップルビー                                               |                                | ノエル・アップルビー                          |
| Mrs. Proudfoot                         | ミーガン・エドワーズ                                               |                                |                                               |
| オソ・サックビル=バギンズ              | ピーター・コリガン                                                 |                                |                                               |
| ロベリア・サックビル=バギンズ          | エリザベス・ムーディ                                               |                                |                                               |
| テド・サンディマン                     | ブライアン・サージェント                                           |                                |                                               |
| 裂け谷とロスロリアン                   |                                                                    |                                |                                               |
| アルウェン                             | リヴ・タイラー                                                     | リヴ・タイラー                 | リヴ・タイラー                                |
| Figwit                                 | ブレット・マッケンジー                                             |                                | ブレット・マッケンジー                        |
| ケレボルン                             | マートン・チョーカシュ                                             |                                | マートン・チョーカシュ                        |
| エルロンド                             | ヒューゴ・ウィーヴィング                                           | ヒューゴ・ウィーヴィング       | ヒューゴ・ウィーヴィング                      |
| ガラドリエル                           | ケイト・ブランシェット                                             | ケイト・ブランシェット         | ケイト・ブランシェット                        |
| ハルディア                             | クレイグ・パーカー                                                 | クレイグ・パーカー             |                                               |
| ルーミル                               | ヨルン・ベンゾン                                                   |                                |                                               |
| ローハンとゴンドール                   |                                                                    |                                |                                               |
| ダムロド                               |                                                                    |                                | アリステア・ブラウニング                      |
| デネソール                             |                                                                    | ジョン・ノーブル               | ジョン・ノーブル                              |
| エオメル                               |                                                                    | カール・アーバン               | カール・アーバン                              |
| エオサイン                             |                                                                    | サム・コメリー                 |                                               |
| エオウィン                             |                                                                    | ミランダ・オットー             | ミランダ・オットー                            |
| ファラミア                             |                                                                    | デビッド・ウェナム             | デビッド・ウェナム                            |
| Freda                                  |                                                                    | オリヴィア・テネット           |                                               |
| ギャムリング                           |                                                                    | ブルース・ホプキンス           | ブルース・ホプキンス                          |
| グリムボルド                           |                                                                    |                                | ブルース・フィリップス                        |
| ハマ                                   |                                                                    | ジョン・リー                   |                                               |
| Haleth                                 |                                                                    | カラム・ジティンズ             |                                               |
| Irolas                                 |                                                                    |                                | イアン・ヒューズ                              |
| 死者たちの王                           |                                                                    |                                | ポール・ノレル                                |
| Madril                                 |                                                                    | ジョン・バック                 | ジョン・バック                                |
| Morwen                                 |                                                                    | ロビン・マルコム               |                                               |
| セオデン王                             |                                                                    | バーナード・ヒル               | バーナード・ヒル                              |
| セオドレド                             |                                                                    | パリス・ハウ・ストリュー       |                                               |
| 木の鬚                                 |                                                                    | ジョン・リス＝デイヴィス（声） | ジョン・リス＝デイヴィス（声）                |
| アイゼンガルドとモルドール             |                                                                    |                                |                                               |
| スメアゴル/ゴラム                      | アンディ・サーキス                                                 | アンディ・サーキス             | アンディ・サーキス                            |
| ゴルバグ                               |                                                                    |                                | スティーヴン・ユア                            |
| Gothmog                                |                                                                    |                                | ローレンス・マコール クレイグ・パーカー（声） |
| 蛇の舌グリマ                           |                                                                    | スティーヴン・ユア             | スティーヴン・ユア                            |
| グリシュナッハ                         |                                                                    | スティーヴン・ユア             |                                               |
| Lurtz                                  | ローレンス・マコール                                               |                                |                                               |
| Mauhur                                 |                                                                    | ロビー・マガシヴァ             |                                               |
| サウロンの口                           |                                                                    |                                | ブルース・スペンス                            |
| 一つの指輪                             | アラン・ハワード（声）                                             |                                | アラン・ハワード（声）                        |
| サルマン                               | クリストファー・リー                                               | クリストファー・リー           | クリストファー・リー                          |
| サウロン                               | サラ・ベイカー                                                     |                                | サラ・ベイカー                                |
| シャグラト                             |                                                                    |                                | ピーター・テイト                              |
| Sharku                                 |                                                                    | ジェド・ブロフィー             |                                               |
| スナガ                                 |                                                                    | ジェド・ブロフィー             |                                               |
| ウグルク                               |                                                                    | ナサニエル・リーズ             |                                               |
| アングマールの魔王                     | シェーン・ランギ ブレント・マッキンタイア アンディ・サーキス（声） |                                | ローレンス・マコール アンディ・サーキス（声） |
| 歴史上の人物                           |                                                                    |                                |                                               |
| デアゴル                               |                                                                    |                                | トーマス・ロビンス                            |
| エレンディル                           | ピーター・マッケンジー                                             |                                |                                               |
| ギル＝ガラド                           | マーク・ファガーソン                                               |                                |                                               |
| イシルドゥア                           | ハリー・シンクレア                                                 |                                | ハリー・シンクレア                            |

## 製作

### 企画
監督のピーター・ジャクソンが初めて『指輪物語（ロード・オブ・ザ・リング）』に触れたのは、ラルフ・バクシによる1978年のアニメ映画『指輪物語 (映画)』を鑑賞した時であった。ジャクソンは「この映画を楽しみ、もっと知りたいと思った」と述べている。彼が17歳の時、ウェリントンからオークランドへ列車で移動する際に小説版を読んだ。
1995年にジャクソンは『さまよう魂たち』を完成させると、新プロジェクトとして『ロード・オブ・ザ・リング』に興味を抱き、「なぜ誰もこれまで着手しなかったのだろう」と疑問にも思った。『ジュラシック・パーク』以降のCGIの発展により、ジャクソンは比較的シリアスでリアルに感じるファンタジー映画を計画した。10月までに、ジャクソンとそのパートナーのフラン・ウォルシュはミラマックス社長のハーヴェイ・ワインスタインと組み、『ホビットの冒険』と『指輪物語』を元にした2本を製作するため、1970年代初頭より映画化権を持っていたソウル・ゼインツとの交渉を始めた。交渉は、ユニバーサル・ピクチャーズがジャクソンに『キングコング』のリメイクをオファーしたことにより遅れた。ワインスタインは激怒し、さらにゼインツは『ホビットの冒険』の配給権を持っておらず、ユナイテッド・アーティスツのものであることが判明した。1996年4月まで権利問題は解決されなかった。ジャクソンは『ロード・オブ・ザ・リング』の撮影開始前に『キング・コング』を終えたいと考え、また、ミラマックスが『キング・コング』、ユニバーサルが『ロード・オブ・ザ・リング』の海外収益を得るという交渉も行われた。
1997年にユニバーサルが『キング・コング』を中止すると、ジャクソンとウォルシュはすぐにワインスタインから支援を受け、6週間に及ぶ権利の整理のプロセスを始めた。ジャクソンとウォルシュはコスタ・ボーテスに概要執筆を依頼し、彼らは小説を読み返し始めた。2から3ヶ月後、彼らはトリートメントを書いていた。1本目の映画は『ロード・オブ・ザ・リング』、『ロード・オブ・ザ・リング/二つの塔』、『ロード・オブ・ザ・リング/王の帰還』の冒頭部分から成り、サルマンが死亡し、ガンダルフとピピンがミナス・ティリスへ行く場面で終わる。このトリートメントは、鷲とガンダルフはサルマンから逃れたあとはローハンを訪れ、ゴラムがフロドを襲うのは旅の仲間が離散する前のことであり、また農夫マゴット、グロールフィンデル、ラダガスト、エルラダンとエルロヒアが登場する。彼らはハーヴェイとボブ・ワインスタインにトリートメントを読ませた。そして2本の映画で製作費を7500万ドルとすることに合意した。
1997年半ば、ジャクソンとウォルシュはスティーヴン・シンクレアと共に脚本執筆を開始した。シンクレアのパートナーのフィリッパ・ボウエンは原作のファンであり、彼らのトリートメントを読んだ後に脚本チームに参加した。2本の映画の脚本を執筆するのに13から14ヶ月を要し、それぞれ147ページと144ページである。シンクレアは劇場の世話のためにプロジェクトを去った。この時期の改訂版では原作のようにサムが盗み聞きをして旅に同行するのではなく、サム、メリー、ピピンは指輪について考えた末旅立つなどの変更が存在した。
マーティ・カッツがニュージーランドへ行ったときに問題が発生した。彼はそこで4ヶ月過ごし、ミラマックスに製作費は1億5000万ドルに及ぶことを告げ、2本の映画を1本にすることを決定した。1998年6月17日、ボブ・ワインスタインは2時間映画1本分に短縮したトリートメントを発表した。彼はブリー村と角笛城の合戦のカットや一部キャラクターの削除、統合を提案した。「良いものの大半を取り除いた」このアイデアに動転したジャクソンは尻込みし、ミラマックスはウェタ・ワークショップで完成した脚本や仕事は彼らのものだと宣言した。ジャクソンは4週間にわたってハリウッドを周り、35分間のビデオを見せ、そしてニュー・ライン・シネマのマーク・オーデスキーと出会った。ニュー・ライン・シネマのロバート・シェイはビデオを見て、ジャクソンたちは全3巻の原作をなぜ2本の映画にしようとするのか疑問に思った。彼は三部作として製作することを望んでいた。すぐにジャクソン、ウォルシュ、ボウエンは新しい3つの脚本を書かねばならなかった。
ジャクソンらは脚本の再構築に追われたものの、3本の映画に拡大されたことで創造的な自由も大きくなった。ジャクソンはトールキンの物語に、より編年的なアプローチを取り入れた。フロドの冒険が主要なフォーカス、アラゴルンが主要なサブ・プロットであり、それら2つに直接関わりのない多くの場面（トム・ボンバディルなど）が除外された。書き直し中、アルウェンを戦士兼王女とする計画があったが、結局原作と同様の活躍に戻された。ガンダルフ役は初めショーン・コネリーにオファーしたが、出演を固辞したため、イアン・マッケランにより撮影されることとなった。

三部作の戦闘や剣技シーンの開発は、元フェンシング選手でありダース・ベイダーのアクションシーンを担当したボブ・アンダーソンに依頼された。アンダーソンはヴィゴ・モーテンセンやカール・アーバンらの直接指導も担当した。これらの指導シーンはドキュメンタリー映画『Reclaiming the Blade』で見ることが出来る。

### プロダクションデザイン

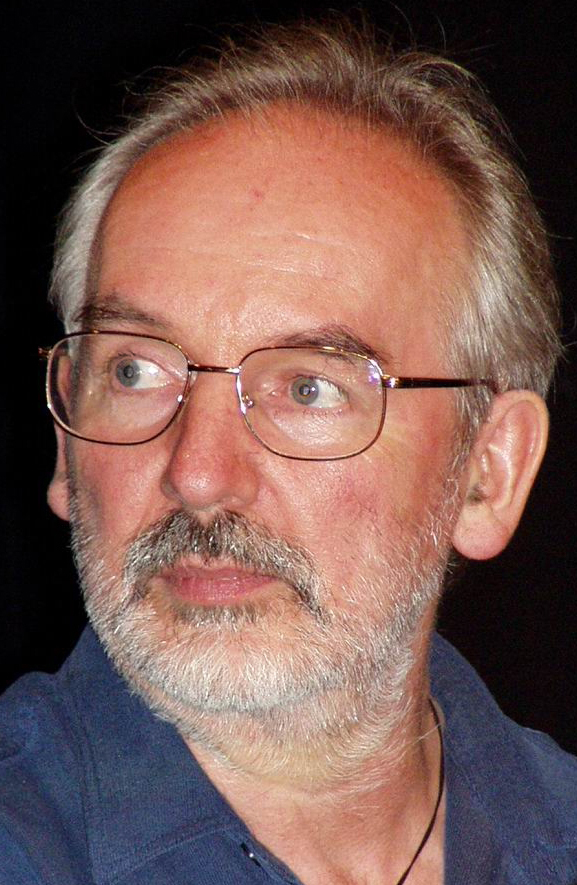
アラン・リー（2005年8月）

1997年8月よりジャクソンはクリスチャン・リヴァースと共にストーリーボーディングを開始し、同時に中つ国のデザインをスタッフに指示した。ジャクソンはリチャード・テイラーを雇い、ウェタ・ワークショップを指導させた。1997年11月、トールキン作品の挿絵画家として知られるアラン・リーとジョン・ハウがプロジェクトに加わった。映画のイメージの多くは、彼らのイラストがベースとなっている。
ジャクソンの中つ国のビジョンは、ランティ・クックにより「レイ・ハリーハウゼン・ミーツ・デヴィッド・リーン」であると説明された。ジャクソンは砂まみれのリアリズムと歴史的関係をファンタジーに望み、世界観が合理的で説得力が出ると信じた。例えば、植物が本当に成長できるようにニュージーランド軍にはホビット庄を撮影の数ヶ月前から建築させていた。指輪の幽鬼といったクリーチャーたちは、生物学的に説得力があるように設計された。ウェタ・ワークショップでは合計で鎧が4万8000個、弓が500本、矢が1万本作られた。また彼らは、ホビットの足の義肢を1800組、さらに付け耳、鼻、頭、そして1万9000の衣裳を作り上げた。すべての小道具はスケールの違いを考慮され、美術部門によって設計された。

### 撮影
全3作品の撮影は1999年10月11日から2000年12月22日までの438日のあいだに、ニュージーランドの保全地域と国立公園内の多数の場所で同時に行われた。ピックアップ撮影が2001年から2004年まで毎年行われた。三部作の撮影はウェリントンとクイーンズタウン周辺で150箇所以上を7つの撮影班を使って行われた。ジャクソンは全体の製作を監督し、ジョン・マーフィー、ジェフ・マーフィー、フラン・ウォルシュ、バリー・オズボーン、リック・ポラス、その他の活動可能な助監督、プロデューサー、脚本家が別班監督を務めた。ジャクソンは衛星中継でこれらの別班をモニターし、脚本の書き直しを行い、一晩の睡眠時間は4時間ほどであった。離れた場所に出向き、ヘリコプターが到着できずに帰宅困難である場合に備えて、スタッフたちはサバイバルキットを携帯した。ニュージーランド自然保護局は 環境への悪影響を十分に考慮せず、公衆に通知することなく国立公園内での撮影を承認したために批判された。トンガリロ国立公園での戦闘シーンの撮影の悪影響により、公園は後に復興工事をすることとなった。

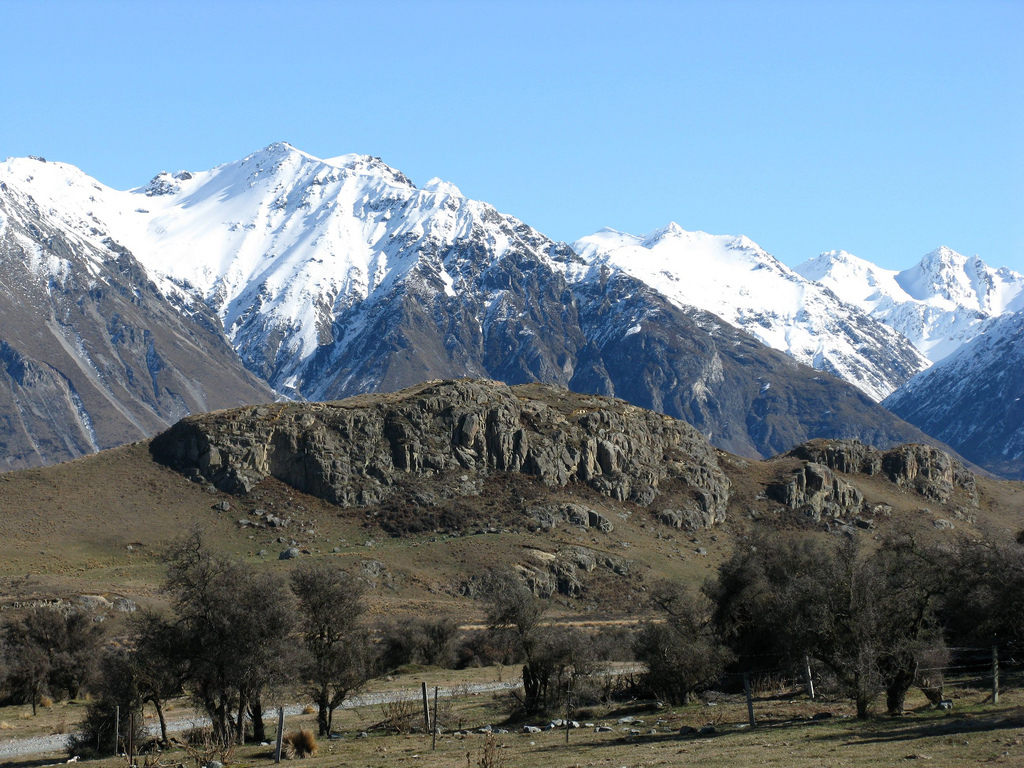
Mount Sunday、ハカテレ保護公園
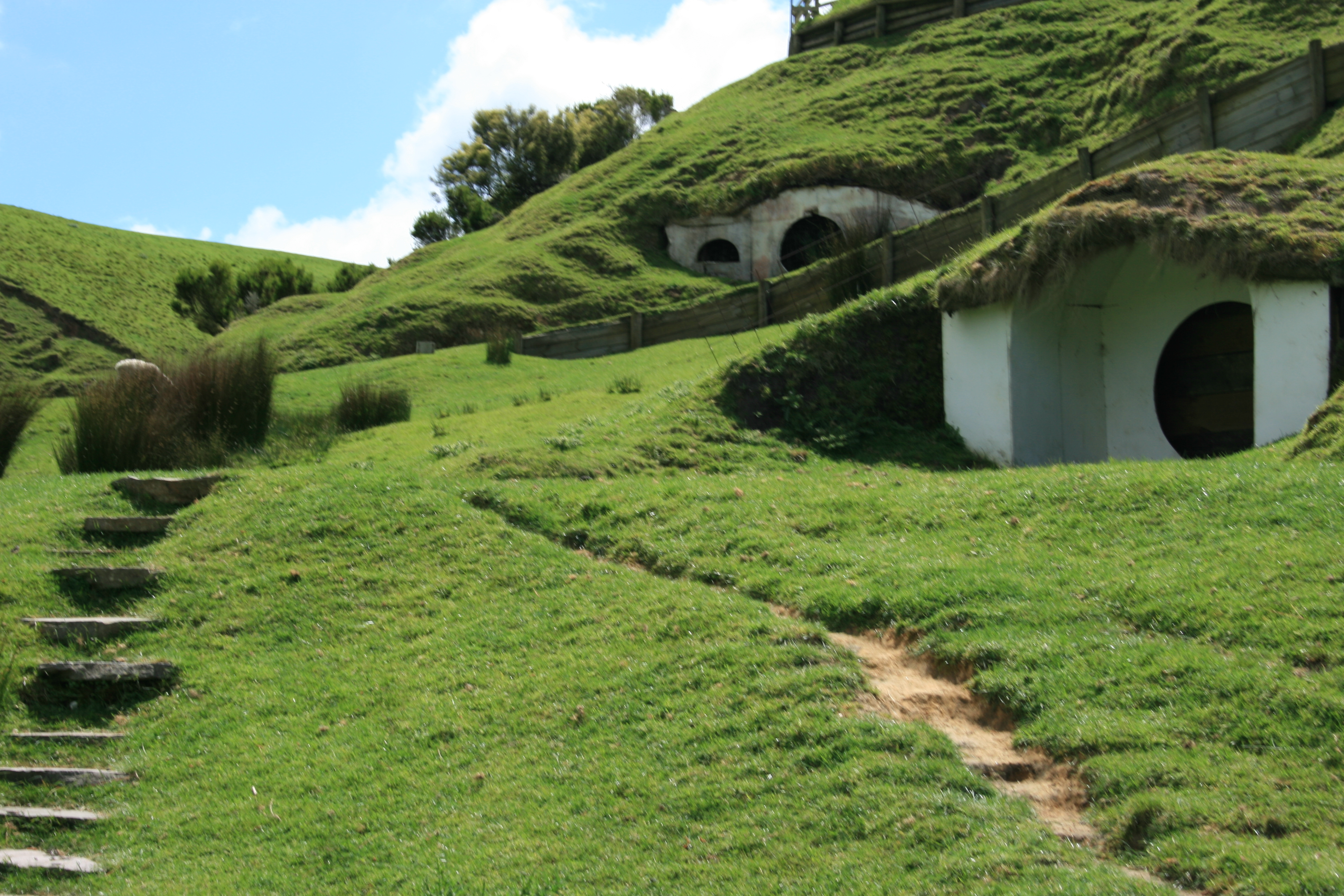
ホビット村、マタマタ町（英語版）にある映画セット
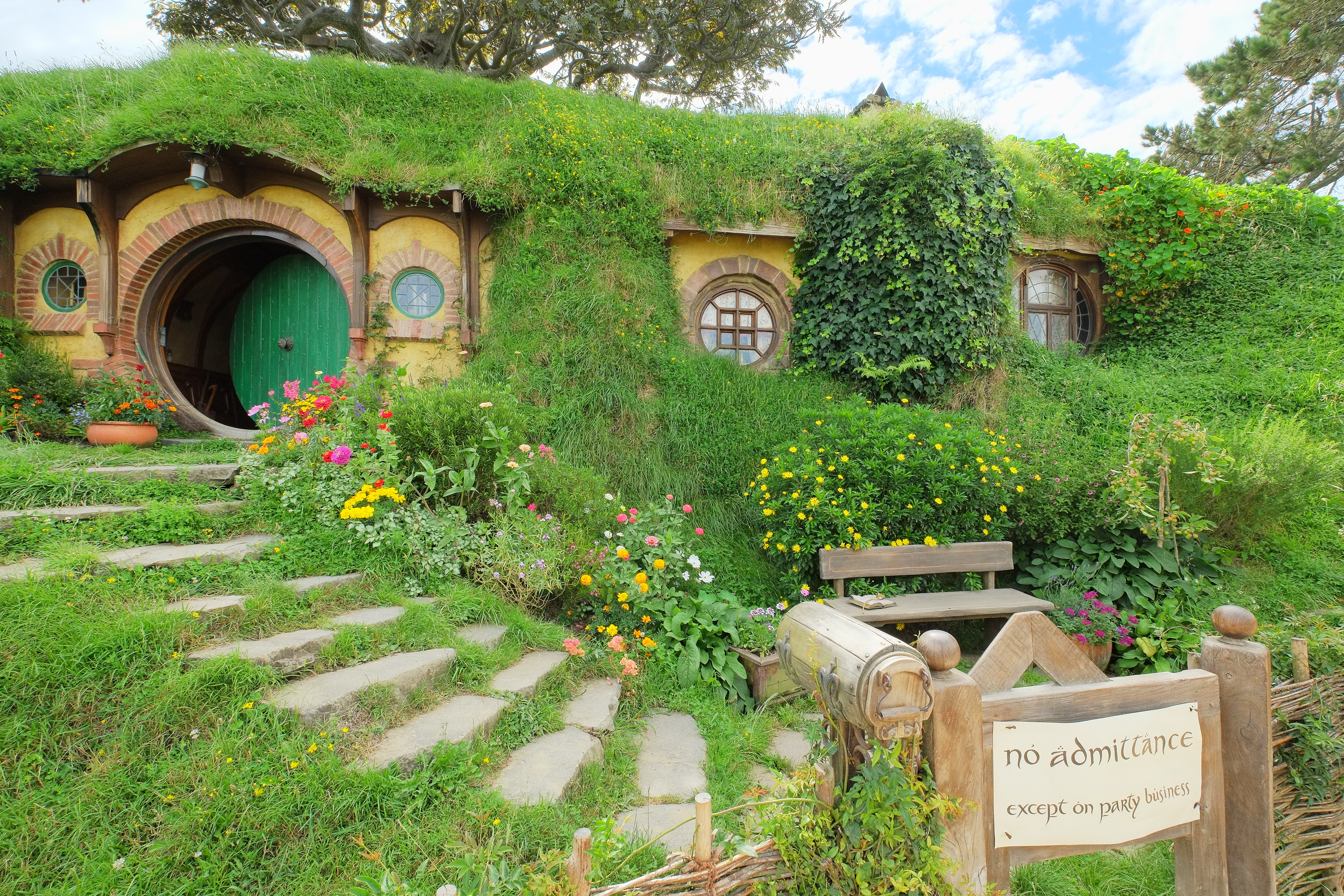
袋小路屋敷（英語版）
ナウルホエ山
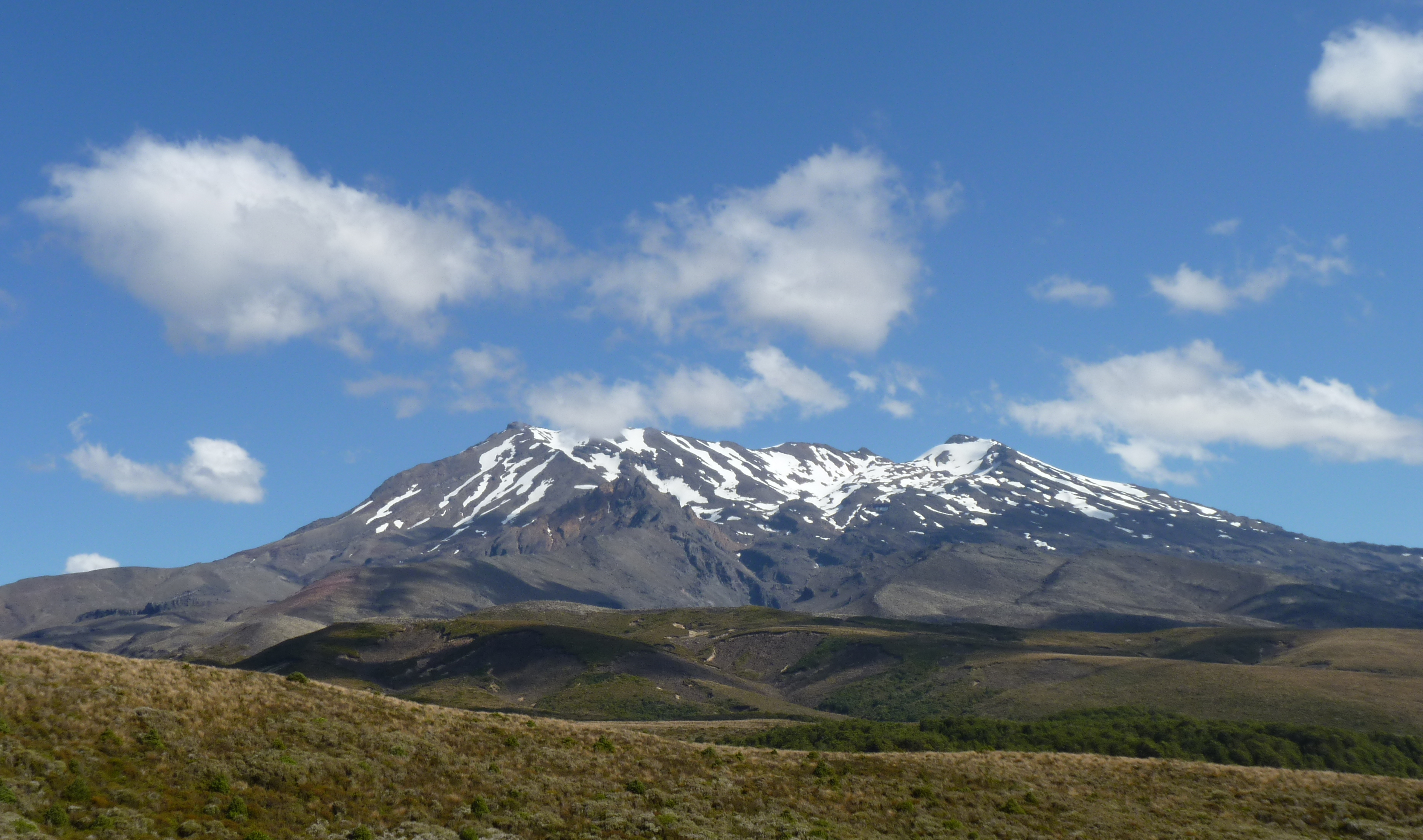
ルアペフ山

### ポストプロダクション

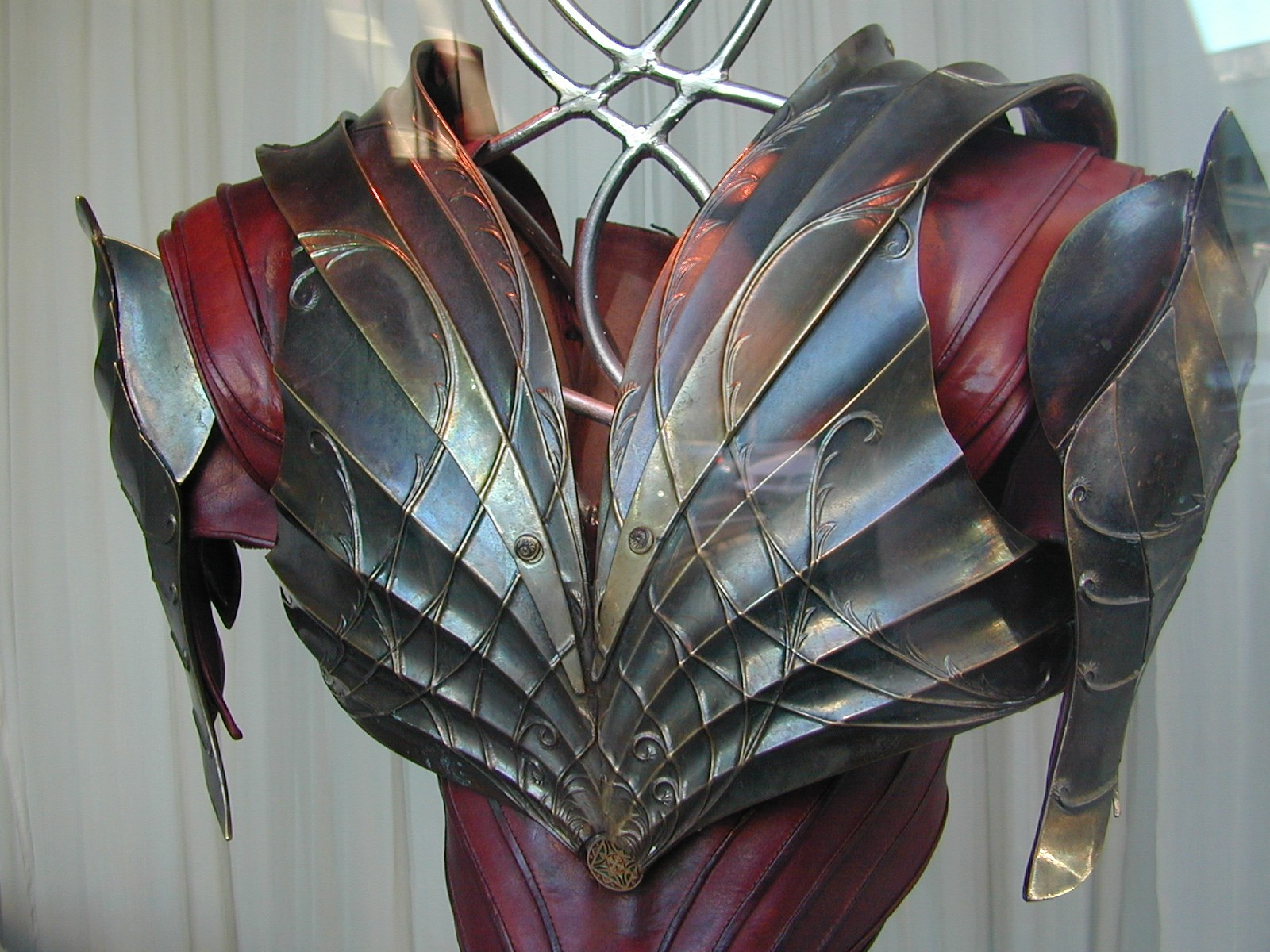
エルフの鎧

各作品のポストプロダクションは年中行われており、10〜11月頃に終了し、12月に公開される頃にはスタッフは次作に移行した。この期間の後半ではジャクソンはスコアリングを監督し、編集を続けるためにロンドンへ移り、その一方でパインウッド・スタジオからインターネットを通じ、特殊効果を見る。彼はどこにいても会議を開き、新しいい音楽と音響効果を聞けるようにポリコムのビデオリンクと5.1サラウンドサウンドを持ってい。エクステンデッド版でもまた、特殊効果と音楽の完成ために各年の始まりは厳しいスケジュールであった。

### 編集
圧力を避けるため、ジャクソンは作品ごとに別々の編集技師を雇った。1作目はジョン・ギルバート、2作目はマイケル・ホートンとジャベス・オルセン、3作目は長年ジャクソンと組んできたジェイミー・セルカークとアニー・コリンズである。合計で600万フィート（1100マイル以上）に及ぶフィルムはエクステンデッド版上映時間の11時間23分（683分）に編集された。

### 音楽

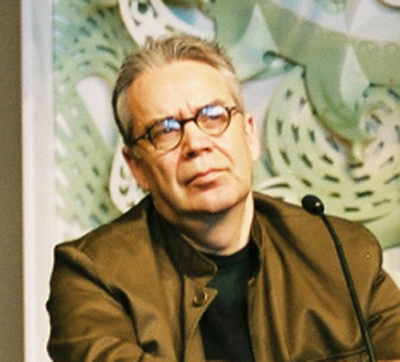
ハワード・ショア

ハワード・ショアが三部作の音楽の作曲、オーケストレーション、コンダクト、プロデュースを行った。彼は2000年8月に雇われ、セットを訪れ、映画の組立てを見物した。音楽でショアは様々なキャラクター、文化、場所を表現するために多くのライトモティーフを含めた。例えば、ホビットのライトモティーフはホビット庄と同様である。最初の映画の一部はウェリントンで録音されたが、実質的に三部作のほとんどはワトフォード・タウン・ホールで収録され、アビー・ロード・スタジオでミキシングされた。ジャクソンは毎年6週間ずつロンドンに滞在して助言することを提案し、実際には『二つの塔』のために12週残った。ビートルズファンのジャクソンは横断歩道でフォト・トリビュートを行った。
音楽は主にロンドン・フィルハーモニー管弦楽団が演奏し、またベン・デル・マエストロ、エンヤ、ルネ・フレミング、ジェームズ・ゴールウェイ、アニー・レノックス、エミリアナ・トリーニらが楽曲を提供した。さらに俳優のビリー・ボイド、ヴィゴ・モーテンセン、リヴ・タイラー、ミランダ・オットー（2・3作目のエクステンデット版）、そしてピーター・ジャクソン（2作目のゴング音）らも参加した。フラン・ウォルシュとフィリッパ・ボウエンがまた多くの音楽と楽曲を作詞し、デヴィッド・サロがトールキンの言語に翻訳した。3本目の映画のエンディング曲「イントゥー・ザ・ウエスト」は、2003年にガンで亡くなったジャクソンとウォルシュの友人の若手映画作家のキャメロン・ダンカンに捧げられている。

### 音響
音響技術者たちは良い音を探すために年の半分を費やした。トラやセイウチなどの動物の鳴き声が購入された。人間の声も使われ、フラン・ウォルシュはナズグールの悲鳴、デヴィッド・ファーマーはワーグの遠吠えに貢献した。おぞましい獣（フェルビースト）の金切り声はロバのそれから、ムマキルはライオンの咆哮の最初と最後から来ている。さらにほとんどの会話でADRが使われている。
技術者たちは多くの音声を手に入れるために地元ニュージーランド市民と協力した。モリアの場面でのエコーのようなエフェクトのために放棄されたトンネルで再録音された。ウエストパック・スタジアムで行われたイングランドとニュージーランドのクリケットの国際試合の際、ジャクソンはコンダクターとなり、2万人のクリケットファンが『二つの塔』のウルク＝ハイ軍の声を提供した。彼らは夜の墓地で録音し、また、『王の帰還』での投石音のために建設労働者が石のブロックを落としていた。ジャクソンが2003年に新たなスタジオを建設する以前、ミキシングは8月から11月まで「フィルム・ミックス」で行われた。だが建設は、『王の帰還』のミキシングが始まるときにはまだ完全に終わっていなかった。

### 特殊効果
1作目では540、2作目では799、3作目では1488のエフェクト・ショットが存在した。エクステンデッド版では3作合計で3420にまで増加する。260人の視覚効果アーティストで三部作の作業が始まり、『二つの塔』の頃には倍に増えた。ジム・ライジールとランディ・クック率いるスタッフは、長時間、時には一晩中にわたって特殊効果を製作した。ジャクソンの豊かな想像力が駆動力となった。例えば、ヘルムズディープのいくつかの主要なショットは、『二つの塔』のポストプロダクションの最後の6週間以内に作り、同様の事が『王の帰還』の最後の6週間以内に再び起こった。

## 公開

### 劇場
2000年4月27日に三部作のオンライン・プロモーション予告が公開され、24時間以内に170万ヒットに至り、ダウンロードの新記録を築き上げた。予告編では『ブレイブハート』と『ショーシャンクの空に』などのサウンドトラックの一部が使われた。2001年、モリアの場面に焦点を当てた三部作のフッテージがカンヌ国際映画祭で上映され、好評を得た。上映ではまた、中つ国のようにデザインされた場所も含まれていた。
『ロード・オブ・ザ・リング』は2001年12月19日に公開された。アメリカ合衆国とカナダでは公開初週末に約4700万ドルを売り上げ、全世界での累計興行収入は8億7100万ドルに達した。『ロード・オブ・ザ・リング/二つの塔』のプレビューが、1作目の劇場公開終了間近にエンドクレジット後に挿入された。『二つの塔』のプロモーション予告では映画『レクイエム・フォー・ドリーム』の音楽を再編成したものが使われた。『ロード・オブ・ザ・リング/二つの塔』は2002年12月18日に公開された。アメリカ合衆国とカナダでは公開初週末に約6200万ドルを売り上げ、全世界での累計興行収入は9億2600万ドルに達した。2003年9月23日、『ロード・オブ・ザ・リング/王の帰還』のプロモーション予告は映画『ウォルター少年と、夏の休日』との併映によって独占初上映される。『王の帰還』は2003年12月17日に公開され、アメリカ合衆国とカナダでは公開初週末に約7200万ドルを売り上げ、全世界興行収入は『タイタニック』以来史上2例目となる10億ドル超えを達成した。

### ホームメディア
各映画は次回作のプレビューを含む標準的な2枚組版DVDでリリースされた。劇場版に加え、新編集、追加特殊効果、音楽を加えた4枚組エクステンデッド版も発売された。
2010年4月6日、ワーナー・ブラザースは三部作の劇場版のBlu-rayボックスセットを発売した。2011年3月にAmazon.comのBlu-rayボックスの事前注文が始まり、2011年6月28日に発売された。各作品のエクステンデッド・カットはDVD版のそれと同じであるが、ブルーレイではプロジェクトに協力した「『ロード・オブ・ザ・リング』ファンクラブ会員」が追加クレジットされた。
| 作品     | オリジナル版（分） | エクステンデッド版（分） | エクステンデッド・ブルーレイ版（分） |
| -------- | ------------------ | ------------------------ | ------------------------------------ |
| 旅の仲間 | 178                | 208                      | 228                                  |
| 二つの塔 | 179                | 223                      | 235                                  |
| 王の帰還 | 201                | 251                      | 263                                  |

## 評価

### 興行収入
『ロード・オブ・ザ・リング』三部作は『スター・ウォーズ』オリジナル三部作、『ゴッドファーザー』三部作を超えて、世界で最も商業的に成功した三部作となった。三部作の累計世界興行収入は29億1000万ドルに達している。『王の帰還』はアカデミー賞11部門を受賞し、『ベン・ハー』、『タイタニック』と並んでいる。
| 作品名                                                   | 公開日         | 興行収入       | 興行収入               | 興行収入       | 歴代ランキング | 歴代ランキング | 歴代ランキング | 歴代ランキング | 製作費       | 出典   |
| 作品名                                                   | 公開日         | 米国・カナダ   | 米国・カナダ以外の地域 | 全世界         | 米国・カナダ   | 米国・カナダ   | 全世界         | 全世界         | 製作費       | 出典   |
| 作品名                                                   | 公開日         | 米国・カナダ   | 米国・カナダ以外の地域 | 全世界         | 順位           | 最高位         | 順位           | 最高位         | 製作費       | 出典   |
| -------------------------------------------------------- | -------------- | -------------- | ---------------------- | -------------- | -------------- | -------------- | -------------- | -------------- | ------------ | ------ |
| ロード・オブ・ザ・リング                                 | 2001年12月19日 | $315,710,750   | $581,979,322           | $897,690,072   | 78             | 9              | 64             | 5              | $93,000,000  | [ 42 ] |
| ロード・オブ・ザ・リング/二つの塔                        | 2002年12月18日 | $342,551,365   | $604,943,730           | $947,495,095   | 57             | 7              | 56             | 4              | $94,000,000  | [ 43 ] |
| ロード・オブ・ザ・リング/王の帰還                        | 2003年12月17日 | $377,845,905   | $768,185,007           | $1,146,030,912 | 45             | 6              | 24             | 2              | $94,000,000  | [ 44 ] |
| 合計                                                     | 合計           | $1,036,108,020 | $1,955,108,059         | $2,991,216,079 |                |                |                |                | $281,000,000 |        |
| 備考 - (A) インフレーション調整版（Box Office Mojoより） |                |                |                        |                |                |                |                |                |              |        |

### 批評家の反応
三部作は多くの批評家からも賞賛された。Rotten Tomatoesでの批評家支持率は92%、96%、94%で、三部作平均は94%である。2010年7月時点でMetacriticの「Metacritic Best-Reviewed Movies」一覧に三部作全てが入っているのは本作と『トイ・ストーリー』三部作のみである。『ロサンゼルス・タイムズ』のケネス・トゥランは「これと同等の三部作はすぐには出てこないだろう」と書いた。
三部作は多くの「トップ10」作品に入った。さらに『タイム』の歴代100作品、ジェームズ・ベラディネリのトップ100にも入った。2007年に『USAトゥデイ』では過去25年間で最も重要な映画として本三部作が挙がった。『ペースト』の2000年代（2000-2009年）のベスト映画50では4位となった。また2009年、『タイム』の「この10年間のベスト映画」で三部作は2位となった。
| 作品名                            | Rotten Tomatoes                     | Metacritic          | CinemaScore |
| --------------------------------- | ----------------------------------- | ------------------- | ----------- |
| ロード・オブ・ザ・リング          | 91% (8.20/10平均評価) (235レビュー) | 92/100 (34レビュー) | A－         |
| ロード・オブ・ザ・リング/二つの塔 | 95% (8.50/10平均評価) (255レビュー) | 87/100 (39レビュー) | A           |
| ロード・オブ・ザ・リング/王の帰還 | 93% (8.70/10平均評価) (275レビュー) | 94/100 (41レビュー) | A＋         |

### 受賞
『ロード・オブ・ザ・リング』三部作のアカデミー賞での合計ノミネート数は30であり、その内受賞に至ったのは17である。『王の帰還』は11部門でノミネートされ、その全てで受賞を果たした。受賞数11は、『ベン・ハー』、『タイタニック』に並んで史上最多である。一方で演技部門では『旅の仲間』のイアン・マッケランが助演男優賞にノミネートされたのみである。これは本作にあまりに多くの登場人物が存在したことが主な理由とされる。
- 『旅の仲間』 - ノミネート: 13、受賞: 4
- 『二つの塔』 - ノミネート: 6、受賞: 2
- 『王の帰還』 - ノミネート: 11、受賞: 11

| 賞             | 結果                                  | 結果       | 結果                                  |
| 賞             | 旅の仲間                              | 二つの塔   | 王の帰還                              |
| -------------- | ------------------------------------- | ---------- | ------------------------------------- |
| 美術賞         | ノミネート                            | ノミネート | 受賞                                  |
| 撮影賞         | 受賞                                  |            |                                       |
| 衣裳デザイン   | ノミネート                            |            | 受賞                                  |
| 監督賞         | ノミネート                            |            | 受賞                                  |
| 編集賞         | ノミネート                            | ノミネート | 受賞                                  |
| メイクアップ賞 | 受賞                                  |            | 受賞                                  |
| 作曲賞         | 受賞                                  |            | 受賞                                  |
| 歌曲賞         | ノミネート （「メイ・イット・ビー」） |            | 受賞 （「イントゥー・ザ・ウエスト」） |
| 作品賞         | ノミネート                            | ノミネート | 受賞                                  |
| 音響編集賞     |                                       | 受賞       |                                       |
| 録音賞         | ノミネート                            | ノミネート | 受賞                                  |
| 助演男優賞     | ノミネート （イアン・マッケラン）     |            |                                       |
| 視覚効果賞     | 受賞                                  | 受賞       | 受賞                                  |
| 脚色賞         | ノミネート                            |            | 受賞                                  |

アカデミー賞と同じく三部作はヒューゴー賞映像部門、MTVムービー・アワード作品賞、サターンファンタジー映画賞、英国アカデミー賞作品賞（1作目と3作目のみ）を受賞した。『二つの塔』のサウンドトラックがノミネートされなかったのは、前作のそれから音楽を流用してはいけないという規則に触れたためである。この規則は、『王の帰還』が受賞できるように覆された。ニューヨーク映画批評家協会賞作品賞受賞の際、授賞式司会者のアンドリュー・ジョンストンは、「a masterful piece of filmmaking」と評した。

## レガシー

### 『ホビット』三部作
ピーター・ジャクソンはトールキンの1937年の小説『ホビットの冒険』を三部作として映画化した。1本目の映画のタイトルは『ホビット 思いがけない冒険』（The Hobbit: An Unexpected Journey）であり、2012年12月14日に公開された。2本目のタイトルは『ホビット 竜に奪われた王国』（The Hobbit: The Desolation of Smaug）で2013年12月12日、3本目は『ホビット 決戦のゆくえ』（The Hobbit: The Battle of the Five Armies）で2014年12月11日に公開された。『ロード・オブ・ザ・リング』からはイアン・マッケラン、アンディ・サーキス、ヒューゴ・ウィーヴィング、イライジャ・ウッド、イアン・ホルム（老ビルボ役）、クリストファー・リー、ケイト・ブランシェット、オーランド・ブルームが出演している。

### スピンオフ
2023年2月23日、ワーナー・ブラザースの幹部がシリーズの新作を製作すると明らかにした。2024年12月13日、前日譚でもあるアニメ映画『ロード・オブ・ザ・リング/ローハンの戦い』が米国で公開された。監督は神山健治、『ロード・オブ・ザ・リング』からはミランダ・オットーが声の出演として続投する。

### ゲーム版
以下、日本でのリリースされた作品。原作小説『指輪物語』のみのゲーム化は記載しない。
ロード・オブ・ザ・リング/二つの塔
エレクトロニック・アーツのPlayStation 2用ソフト/ゲームボーイアドバンス用ソフト。タイトルは映画2作目と同じだが、映画1作目と2作目の内容である。PlayStation 2用はアクションゲーム、ゲームボーイアドバンス用はアクションRPG。
ロード・オブ・ザ・リング ～アドベンチャー～
ジー・モードの携帯電話向けアプリ。映画第1作目を元にしたアドベンチャーゲーム。
ロード・オブ・ザ・リング/王の帰還
エレクトロニック・アーツのPlayStation 2用ソフト/PC用ソフト/ゲームボーイアドバンス用ソフト。映画3作目が題材。PlayStation 2用はアクションゲーム、ゲームボーイアドバンス用はアクションRPG。
ロード・オブ・ザ・リング：バトル・フォー・ミドルアース
エレクトロニック・アーツのPC用ソフト。導入部が、映画に基づいている。リアルタイムストラテジー。
ロード・オブ・ザ・リング：中つ国第三紀
エレクトロニック・アーツのPlayStation 2用ソフト/ニンテンドーゲームキューブ用ソフト/ゲームボーイアドバンス用ソフト。ゲーム版オリジナルのキャラクターの視点から、映画のストーリーを追体験することができる。PlayStation 2用ソフト/ニンテンドーゲームキューブ用ソフトは共に同内容のRPG、ゲームボーイアドバンス用ソフトはタクティスロールプレイング。
ロード・オブ・ザ・リング：ウォー・イン・ザ・ノース
ワーナー・ホーム・ビデオ/デジタル・ディストリビューションのPlayStation 3用ソフト/Xbox 360用ソフト。映画と『指輪物語』を翻案に制作された。共に同内容のアクションRPG。
ロード・オブ・ザ・リング：戦いの幕開け
NetEase Gamesのスマートフォン（iOS/Android）用アプリ。映画と『指輪物語』が題材にされた。戦略RPG。